# Башня Хинке
Ба́шня Хи́нке (эст. Hinke torn, также эст. Hinkentorn) — фортификационное сооружение, элемент крепостной стены Таллина. Памятник архитектуры XIV века. Расположена по адресу ул. Мюйривахе 32 / Пярнуское шоссе 2.

## История
В 1265 году, когда земли современной Эстонии принадлежали Дании, датская королева Маргрете Самбирсдоттер издала приказ о строительстве вокруг Ревеля фортификационных укреплений. В 1310 году началось сооружение стены вокруг Нижнего города, которая охватила и монастырь Святого Михаила в северной части города. Были построены ворота Нуннавярав, башни Нуннаторн и Кулдьъялг. В середине XIV века были сооружены новые отрезки стены с южной, восточной и северной сторон города. Высота стены оставляла 4,4—6,7 м. Часть стены опиралась на стрельчатую аркаду, часть имела деревянный боевой ход. С юга и востока стену окружал ров, который в 1345 году был заполнен водой. В 1355 году в Нижнем городе насчитывалось 14 оборонительных башен, из них 8 надвратных.
Башня Хинке была построена в середине XIV века в форме подковы в Нижнем городе, между Вирускими воротами и Чёртовой башней (также башня Дувель, нем. Duveldoer, Tuefels-Grossmutter — буквально Башня Чёртовой бабушки), которую разрушили в начале XX столетия. На протяжении веков в письменных источниках встречалось разное написание названия башни: Hinke, Hinken, Hindrik, Henkern. Считается, что название Хинке произошло от имени конюха — служителя ратуши, жившего неподалеку.
Если все башни Вышгорода имели винтовые лестницы внутри, то в башнях в Нижнем городе они начали проявляться только в конце XV века. Башня Хинке имела винтовую лестницу снаружи, как отдельное строение у её стены. Поскольку почва вокруг была суглинистая, а непосредственно у крепостной стены находился ров и верхняя часть пруда Вируской водяной мельницы, фундамент башни Хинке пришлось возводить на деревянных плотах и сваях. В 1832 году башня перешла в частную собственность и долгое время использовалась в качестве склада. В 1930-е годы её хотели полностью снести, но затем застроили вокруг жилыми и коммерческими зданиями. В настоящее время в башне работает предприятие общественного питания, клиенты которого могут увидеть её изнутри.